# Федір Коровка-Вольський
Федір Григорович Коровка-Вольський (1660-ті, Кривець, Топальська сотня, Стародубський полк, Гетьманщина — 1712, Київ) — військовий діяч доби Гетьманщини. Київський полковник (1708—1711), наказний гетьман (1708—1709).

## Походження
Походив з відомого волинського шляхетського роду Вольських гербу Сас, представники якого, за В. Кривошеєю, у другій половині XVI ст. зафіксовані у Кременецькому повіті Волинського воєводства. Гілка Коровок-Вольських ще перед Хмельниччиною осіла в околицях Почепа на Стародубщині. Можливо, вони також мали відношення до любецьких шляхтичів Коробок (один із варіантів написання прізвища у джерелах — Коробка-Вольський).
Батько — Григорій Карпович Коровка-Вольський (1630-ті — після 1705) — генеральний бунчужний (1672), генеральний хорунжий (1672—1677) Лівобережної Гетьманщини. За гетьманування Івана Самойловича також деякий час очолював Білоцерківський, Чигиринський, Стародубський, Київський полки. У 1677 році керував обороною Чигирина проти війська Османської імперії.
Мати — Євдокія Василівна Радченко (1630-ті — до 1695) — шляхтянка, донька бурмістра чернігівського магістрату.

## Життєпис
Народився у 1660-х роках (не раніше 1664 року) у селі Кривець Топальської сотні Стародубського полку. У 1687 році разом з братом Гнатом і батьком взяв участь у Коломацькому заколоті проти гетьмана Івана Самойловича. Поставив підпис під Коломацькими статтями. Одружився з донькою пасинка Івана Мазепи Криштофа Фридрикевича Марією. Став свояком гетьмана, що сприяло кар'єрному зростанню.
У травні 1706 року став топальським сотником Стародубського полку. Вже у січні 1708 року — очолив Київський полк замість Костянтина Мокієвського. Своїм універсалом гетьман Ів. Мазепа надав йому значні рангові володіння («для всякого его ж удоволствования сотню Бобровицкою, млин на реці Острі на греблі Козелецкой стоячій, озера, синожати и іние здавна до уряду полковництва киевского належние угодия»). Згодом «до ласки войсковой» додав село Старицю у Гоголівській сотні.
16 березня 1708 року Коровка-Вольський продав свій родовий маєток у Кривці на Стародубщині генеральному писарю Пилипу Орлику за 600 червоних золотих («двір з будинками, винниця в 5 казанів, млинок на річці Кривці, а другий на річці Снів, озера рибні і звірині лови, сіножаті над річкою Снів в урочищі Вовчому, а також біля озера Федоровщини та в урочищі на Дягелі»). Новгородському сотнику Лук'яну Жоравці при переході на полковництво продав село Шкрябинів у полковій сотні.
9 травня призначений наказним гетьманом над трьохтисячним корпусом (з козаків Київського та Білоцерківського полків), що вирушив до Польщі, прикривати один із напрямків можливого наступу шведського війська. Наприкінці 1708 року, дізнавшись про антимосковський виступ Мазепи, повернувся з військом до Києва, проте після зустрічі з київським воєводою Дмитром Голіциним вирішив не підтримувати гетьмана. На початку 1709 року прибув до табору Петра І.
У 1711 році усунутий з полковницького уряду, так і не заслуживши довіри у московитів. 
Помер у березні 1712 року в Києві. Похований у збудованій його коштом Борисоглібській церкві на Подолі.